# Kouptchino (métro de Saint-Pétersbourg)
Pour les articles homonymes, voir Kouptchino.
Kouptchino (en russe : Ку́пчино) est la station terminus nord de la ligne 2 du métro. Elle est située dans le raïon de Moskovski à Saint-Pétersbourg en Russie.
Mise en service en 1972, elle est desservie par les rames de la ligne 2 du métro de Saint-Pétersbourg. Elle est notamment en correspondance avec la gare de Kouptchino (ru), desservie par das trains de banlieue.

## Situation sur le réseau

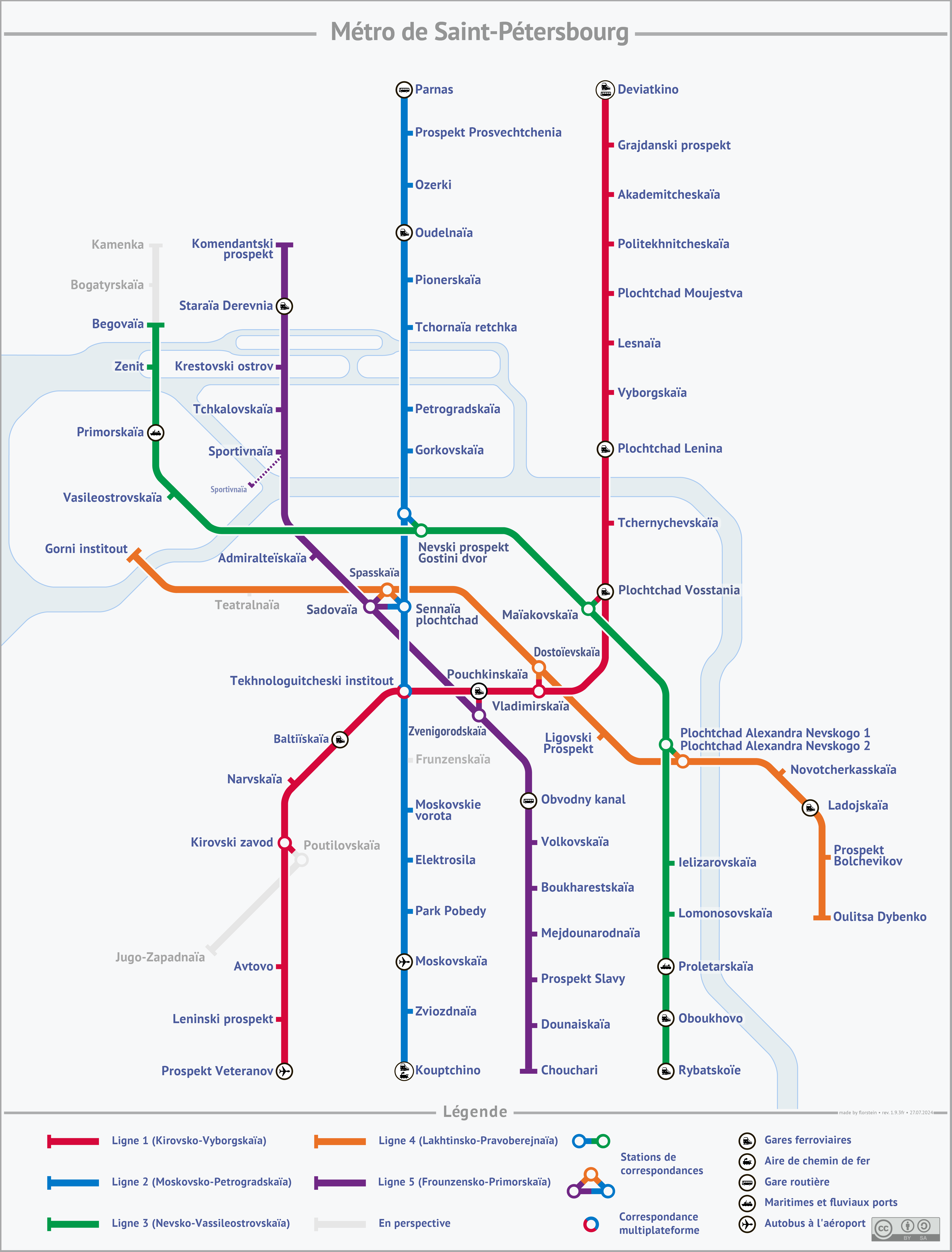
Plan du métro.

Établie en surface, Kouptchino est la station terminus sud de la ligne 2 du métro de Saint-Pétersbourg. Elle est située avant la station Zviozdnaïa, en direction du terminus nord Parnas.
La station dispose d'un quai central encadré par les deux voies de la ligne. Elle est située en surface entre la sortie du tunnel et le dépôt, à côté de la gare ferroviaire homonyme.

## Histoire
La station terminus Kouptchino est mise en service le 25 décembre 1972, lors de l'ouverture à l'exploitation du prolongement de Moskovskaïa à Kouptchino, qui permet une correspondance avec les trains de la gare de Kouptchino (ru). Elle doit son nom à celui du village historique de la zone urbaine actuelle,,.
Les passages piétons souterrains, nord et sud, permettant les correspondances avec les quais de la gare ont été reconstruits en 2007-2008, d'autres travaux d'amélioration de l'éclairage et de l'aspect de la station ont lieu en 2009 et 2010, sans résultats probants sur l'aspect triste et sale de la station qui perdure au fil des ans.

## Services aux voyageurs

### Accès et accueil
La station en surface dispose de trois accès par des petits escaliers fixes le long de la voie routière adjacente. Par ailleurs au nord et au sud il y a deux souterrains piétonniers. Le souterrain nord, le plus long dispose de quatre bouches de part et d'autre de la large voie routière, un accès au pavillon nord (accolé au bâtiment de la station), un accès côté gare ferroviaire, quatre accès (deux par deux) directement sur les quais et une sortie à l'est des voies. Le souterrain sud dispose de la même configuration hormis le passage sous la voie routière et ses quatre bouches.

### Desserte
Kouptchino est desservie par les rames de la ligne 2 du métro de Saint-Pétersbourg.

Installations et desserte
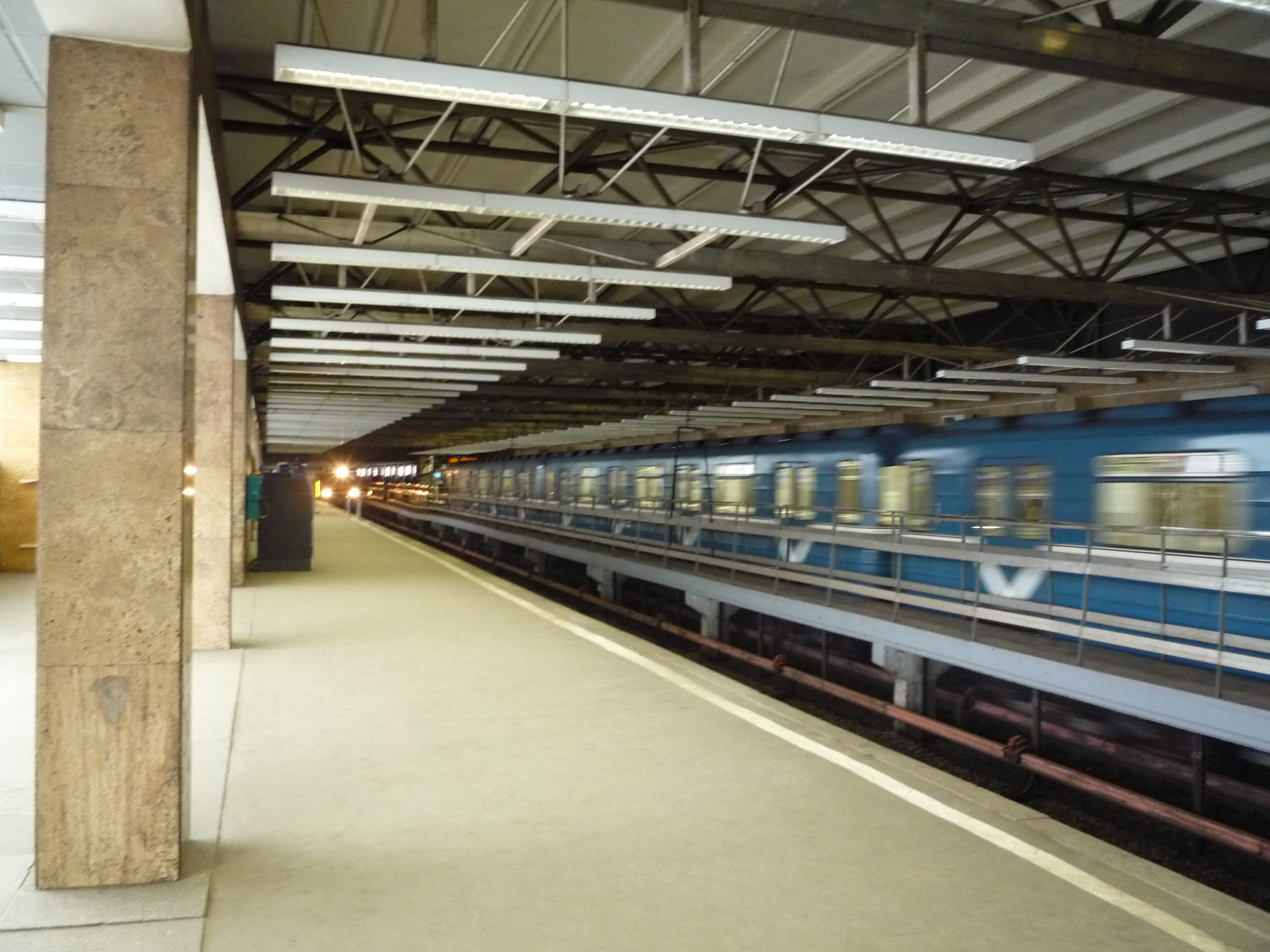
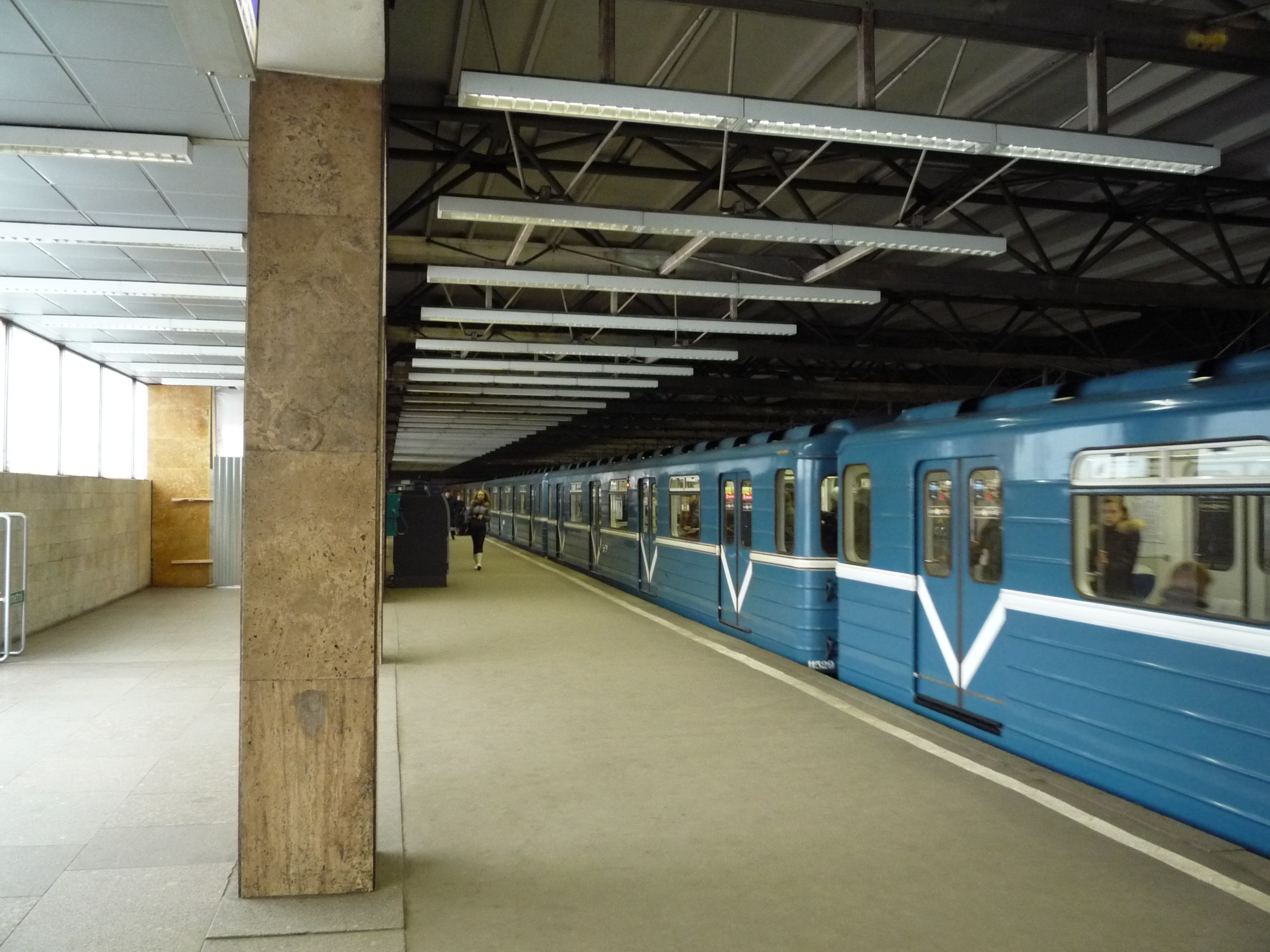
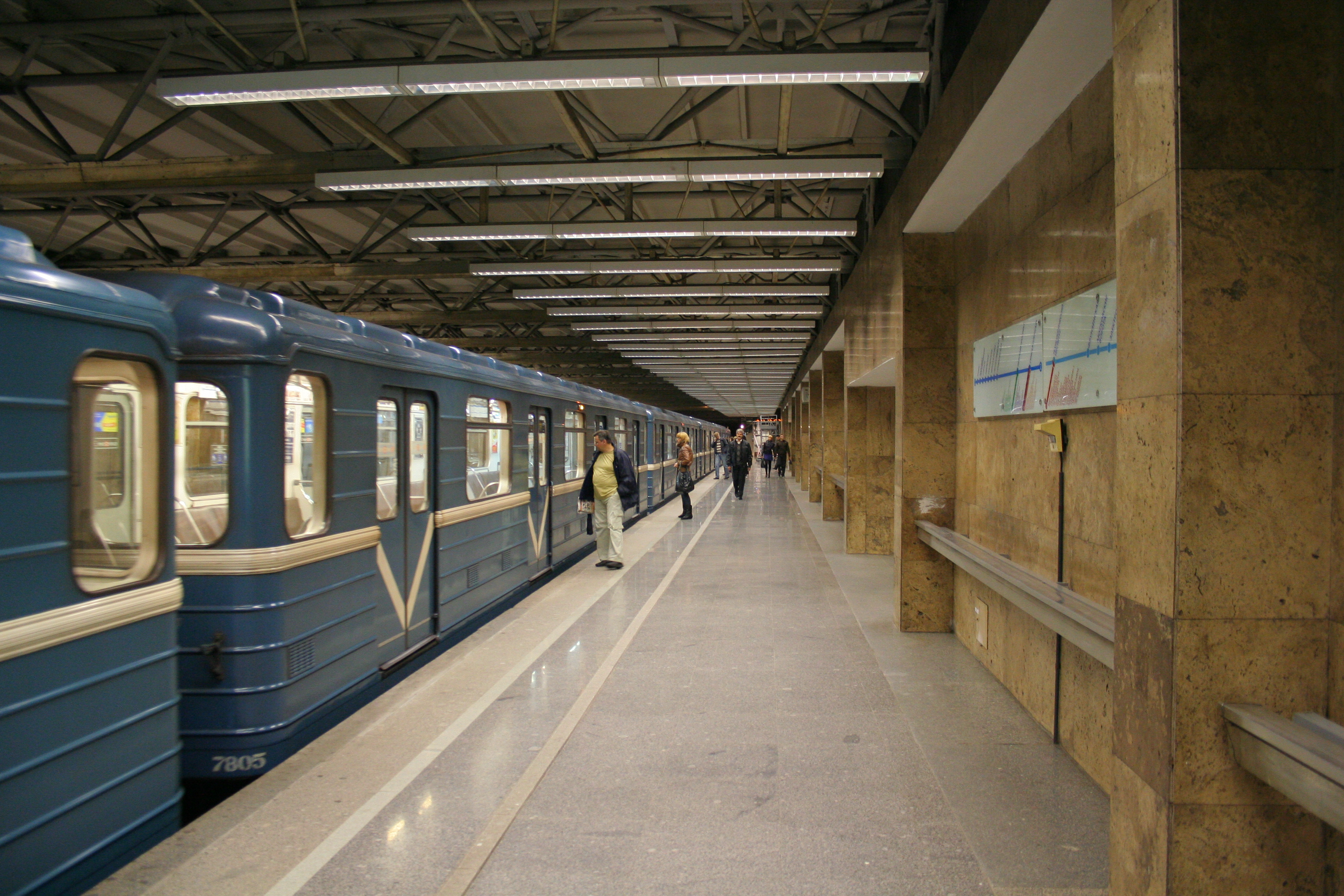

### Intermodalité
La station est en correspondance directe avec la gare de Kouptchino (ru), desservie par des trains de banlieue. À l'est de la station on trouve à proximité une station terminus du tramway de Saint-Pétersbourg desservie par les lignes 25, 43, 45 et 62 et des arrêts de bus, à l'ouest se situent également plusieurs arrêts de bus.